# Blésille de Rome
Blésille de Rome, (Blaesilla), morte en  383 ou 384, est une sainte chrétienne.

## Biographie
Fille ainée du sénateur Iulius Toxotius et de sainte Paula, elle est issue de la haute aristocratie romaine. Elle est la sœur de sainte Eustochium, disciples de saint Jérôme de Stridon et exègêtes reconnues.
Elle épouse un fils de Quintilius Laetus, après la mort de son époux, elle se convertie au christianisme et met sa fortune aux services de la foi.
Elle est fêtée le 22 janvier.